# María Gigova

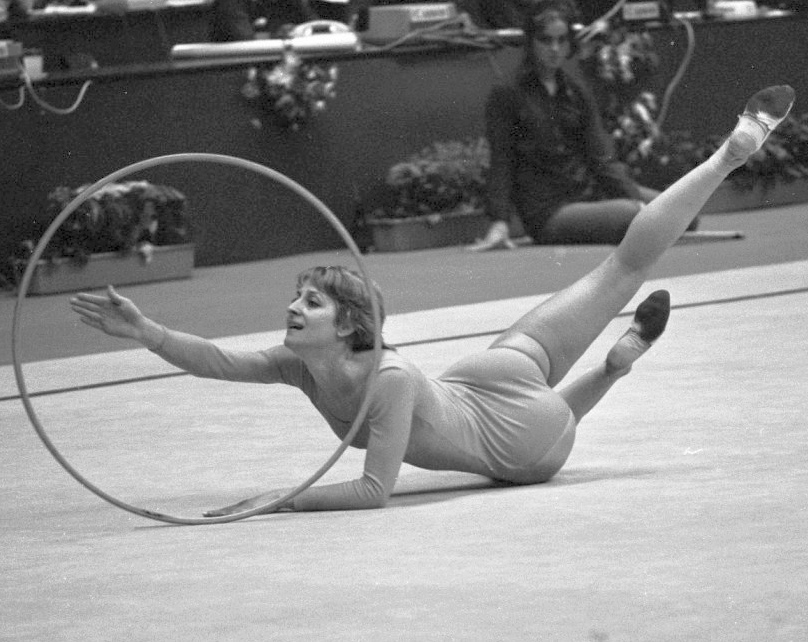
María Gigova en el Campeonato del Mundo de Róterdam de 1973.

María Gigova (en búlgaro, Мария Гигова) es una ex gimnasta búlgara nacida en Sofía el 24 de abril de 1947. Es una de las cuatro gimnastas rítmicas que ha sido 3 veces campeona mundial en el concurso general (también lo fueron María Petrova, Yevguéniya Kanáyeva y Yana Kudriávtseva), siendo únicamente superadas por los 4 títulos de Dina Averina. 

## Trayectoria
Fue una de las deportistas más destacadas de la gimnasia rítmica mundial de la segunda mitad de la década de los años 60 y principios de los años 70. Es la única gimnasta que ha obtenido cuatro medallas de oro en finales de aro de Campeonatos Mundiales.
Participó en el campeonato del mundo de 1965 de Praga y en este campeonato obtuvo el sexto lugar en el concurso completo.
En 1967 estuvo en el campeonato del mundo celebrado en Copenhague y obtuvo una medalla de oro en la final de aro.
En el campeonato del mundo de 1969 de Varna obtuvo medallas de oro en el concurso completo, en la final de aro y en la final de manos libres, además de dos medallas de plata en las finales de cuerda y de pelota.
En 1971, en el campeonato del mundo de La Habana logró otras tres medallas de oro: en el concurso completo así como en las finales de cuerda y aro, mientras que finalizó sexta tanto en la final de pelota como en la de cinta. 
En el campeonato del mundo de Róterdam de 1973 obtuvo dos medallas de oro, en el concurso completo y en la final de aro; otras dos de bronce, en las finales de cinta y mazas, y obtuvo el cuarto lugar en la final de pelota.
Se retiró en 1974 y posteriormente ha sido miembro del comité técnico de la Federación Internacional de Gimnasia y ha presidido la Federación de Gimnasia de Bulgaria entre los años 1982 y 1989 y también entre 1999 y 2012.